# Якуб Кжижановський
Якуб Бартош Кжижановський (пол. Jakub Bartosz Krzyżanowski, нар. 19 січня 2006, Краків, Польща) — польський футболіст, фланговий захисник краківської «Вісли».
На правах оренди грає в італійському «Торіно».

## Ігрова кар'єра

### Клубна
Якуб Кжижановський народився у місті Краків і є вихованцем футбольної академії місцевого клубу «Вісла». В сезоні 2023/24 футболіст дебютував в першій команді «Вісли» 5 серпня 2023 року в матчі Першої ліги проти «Сталі» (Жешув). пізніше він також ьрав участь у Кубкових матчах в складі «Вісли». В переможному фіналу Кубку країни 2023/24 2 травня проти «Погоні» Кжижановський залишався в запасі.
В серпні 2024 року Кжижановський продовжив контракт з «Віслою» до 2026 року і через тиждень відбув в річну оренду в італійський «Торіно». Умови оренди передбачають право викупу контракту гравця італійським клубом.

### Збірна
У 2023 році в складі юнацької збірної Польщі (U-17) Якуб Кжижановський брав участь у юнацькому чемпіонат світу в Індонезії.

## Особисте життя
В дитинстві Якуб займався дзюдо. Його футбольний кумир — Трент Александер-Арнольд.

## Титули
Вісла
 Переможець Кубка Польщі: 2023/24